# 粗裂风毛菊
粗裂风毛菊（学名：Saussurea grosseserrata）为菊科风毛菊属的植物，为中国的特有植物。分布于中国大陆的云南等地，生长于海拔3,000米至3,950米的地区，一般生于山坡草地和杜鹃灌丛中，目前尚未由人工引种栽培。